# Mishicot (Wisconsin)
Mishicot – miasto w Stanach Zjednoczonych, w stanie Wisconsin, w hrabstwie Manitowoc.